# Kaisa Miettinen
Pour les articles homonymes, voir Miettinen.
Kaisa Miettinen est une mathématicienne et universitaire finlandaise, professeure d'optimisation industrielle et vice-rectrice de l'université de Jyväskylä. Dans le cadre de ses activités de recherche, elle a mis au point, avec son équipe universitaire, deux logiciels d'optimisation multiobjectif.

## Biographie
Kaisa Miettinen fait ses études à l'université de Jyväskylä, où elle obtient une maîtrise de mathématiques en 1988, une licence de philosophie en technologie de l'information mathématique en 1990 et son doctorat en technologie de l'information mathématique en 1994, avec la soutenance d'une thèse intitulée On the Methodology of Multiobjective Optimization with Applications, sous la direction de Pekka Neittaanmäki.
Durant ses études, elle bénéficie de plusieurs allocations d'enseignement et de recherche financées par l'Académie de Finlande et l'université de Jyväskylä. Elle est nommée professeur auxiliaire en technologies de l'information dans le domaine de l'optimisation à l'université de Jyväskylä en 1997, puis comme professeure d'optimisation industrielle depuis 2007 et depuis 2012 en tant que vice-rectrice chargée de la recherche. 

## Activités de recherche et réalisations professionnelles

### Collaborations universitaires
Miettinen a travaillé avec l'Institut international pour l'analyse des systèmes appliqués à Laxenbourg. En 2004-2007, elle est professeure de mathématiques financières à la Helsinki School of Economics (actuellement École supérieure de commerce de l'université Aalto). En 2011-2012, elle est professeure invitée à temps partiel au KTH Royal Institute of Technology, Département de mathématiques, Division de l'optimisation et de la théorie des systèmes, à Stockholm, en Suède. Elle est professeure auxiliaire en méthodes mathématiques et applications de la prise de décision à l'université Aalto depuis 2008.

### Activités scientifiques
Ses intérêts de recherche incluent l'optimisation multiobjectif (théorie, méthodes et logiciels), la prise de décision multicritères, la programmation non linéaire, les algorithmes évolutionnistes, les approches hybrides, ainsi que diverses applications de l'optimisation. 
En 1995, Kaisa Miettinen et ses collègues de l'université de Jyväskylä, ont développé les logiciels WWW-NIMBUS et IND-NIMBUS. WWW-NIMBUS est le premier logiciel interactif d'optimisation multiobjectifs fonctionnant sur Internet tandis que IND-NIMBUS est un cadre logiciel d'optimisation multiobjectifs contenant des implémentations de plusieurs méthodes d'optimisation multiobjectives interactives.

### Activités institutionnelles
Elle dirige le groupe d'optimisation industrielle de l'université et Miettinen est présidente de l'International Society on Multiple Criteria Decision Making (2011-2015), membre du comité de pilotage de l'EMO (Evolutionary Multiobjective Optimization) de 2008 à aujourd'hui, membre de la division Systems Analysis de la Scientific Advisory Board for Defence, 2006–2018, membre du conseil d'administration du programme doctoral Jyväskylä en informatique et en mathématiques (COMAS) de l'Université de Jyväskylä 2003–2005, 2007 à présent  et membre du conseil d'administration de l'Institut de physique d'Helsinki, 2012-2015.   

## Prix et distinctions
- 2009 : prix Väisälä de l'Académie finlandaise des sciences dans le domaine des mathématiques pour ses réalisations en recherche[10].
- 2011 : prix de présidence de conférence MCDM de la Société internationale sur la prise de décision à critères multiples[11].

## Publications
- Nonlinear Multiobjective Optimization, Kluwer / Springer, 1999
- (co-éd.) Multiobjective Optimization: Interactive and Evolutionary Approaches avec J. Branke, K. Deb et R. Slowinski, Springer, 2008
- (co-éd.) Evolutionary Algorithms in Engineering and Computer Science avec M.M. Mäkelä, P. Neittaanmäki et J. Periaux, John Wiley & Sons, 1999.